# Morga
Morga, mórg, jutrzyna – historyczna jednostka powierzchni, używana w rolnictwie. Początkowo oznaczała obszar, jaki jeden człowiek mógł zaorać lub skosić jednym zaprzęgiem w ciągu dnia roboczego (dokładnie: od rana do południa), a jej wielkość wynosiła – zależnie od jakości gleby, zaprzęgu i narzędzi w Europie 0,33–1,07 hektara.
Wydany w 1883 tom VI Słownika geograficznego Królestwa Polskiego i innych krajów słowiańskich podaje:
Morg al. Morga, z niem. Morgen (ranek), jest to obszar ziemi jaką jeden człowiek może w ciągu dnia skosić lub zorać. W staropolskim języku tłumaczono niemiecki morgen przez wyraz jutrzyna, który nie utrzymał się w użyciu. Rozmiary morga były rozmaite; każda prowincya miała swą miarę. Mórg dawny polski koronny równał się 59,85 ara, mórg nowy polski, mający 300 prętów, obejmuje 56,017 ara, mórg litewski 71,226 ara, chełmiński stary 56,062 ara, pruski czyli magdeburski, zwany też reńskim ma 180 prętów pruskich i obejmuje 25,532 ara, mórg saski (150 prętów) ma 27,67 ara, morg wiedeński (Joch) ma 1600 sążni kwadr. czyli 57,554 ara. Dziesięcina ma 1,95 morga nowo-polskiego.
Do czasu zniesienia pańszczyzny stanowiła wymiar jednodniowej pracy zadawanej parobkowi. W przeliczeniu jedna morga miała ok. 200 lub 300 prętów kwadratowych.
W Królestwie Polskim obowiązujący oficjalnie w latach 1819–1849 system miar (miary nowopolskie) przyjmował, że 1 morga to 0,55987 ha i taki przelicznik stosowano praktycznie do połowy XX w.

## Na ziemiach polskich
| 1 morga chełmińska                                | ≈ 0,56 ha   |
| 1 morga dolnoaustriacka                           | = 0,5755 ha |
| 1 morga nowopolska                                | = 0,5598 ha |
| 1 morga pruska duża                               | = 0,5673 ha |
| 1 morga pruska mała (zwana też morgą magdeburską) | = 0,2553 ha |

1 łan = 48 mórg frankońskich ≈ 24,2 ha

## Na ziemiach holenderskich
- Biltse: 1 morga = 0,92 ha
- Gelderse: 1 morga = 0,86 ha
- Gooise: 1 morga = 0,98 ha
- Rijnlandse: 1 morga = 0,85 ha
- Hertogenbossche: 1 morga = 0,993 ha
- Veluwse: 1 morga = 0,93 ha
- Waterlandse: 1 morga = 1,07 ha
- Zijper of Schermer: 1 morga = 0,8516 ha

## Obszar niemieckojęzyczny
- Austria: 1 morga dolnoaustriacka = 0,5755 ha = 5755 m²
- Czechy: 1 morga = 0,2837 ha (później 0,5755 ha)
- Węgry: 1 morga = 0,4316 ha
- Bawaria: 1 morga ca. = 0,35 ha
- Wirtembergia: 1 morga = 0,3309 ha
- Szwajcaria: 1 morga = 0,36 ha

## System morgi dolnoaustriackiej
| j.m.                              | Mórg       | Miar       | Sążni wiedeńskich² | Łokci wiedeńskich² | metrów² |
| --------------------------------- | ---------- | ---------- | ------------------ | ------------------ | ------- |
| 1 mórg (nm. 1 Joch) (= 0,5755 ha) | 1          | 3          | 1600               | 6439,02            | 5755    |
| 1 miara (= 19,18 ara)             | 0,33333333 | 1          | 533,333            | 2146,34            | 1918,3  |
| 1 sążeń wiedeński²                | 0,000625   | 0,001875   | 1                  | 4,02439            | 3,5969  |
| 1 łokieć wiedeński²               | 0,0001553  | 0,00046591 | 0,248484864        | 1                  | 0,89377 |
| 1 metr kw.                        | 0,00017376 | 0,00052129 | 0,278017181        | 1,118856082        | 1       |